# Perrier (Puy-de-Dôme)
Perrier település Franciaországban, Puy-de-Dôme megyében. Lakosainak száma 912 fő (2022. január 1.). Perrier Pardines, Issoire, Meilhaud és Solignat községekkel határos.

## Népesség
A település népességének változása:
| Lakosok száma | 881  | 886  | 927  | 888  | 889  | 891  | 890  | 901  | 912  |
|               | 2013 | 2015 | 2016 | 2017 | 2018 | 2019 | 2020 | 2021 | 2022 |